# 全国専門学校テニス連盟
全国専門学校テニス連盟（ぜんこくせんもんがっこうテニスれんめい）　とは、日本における専門学校に所属するテニスチームを統括する競技団体。

## 沿革
- 2001年 第1回全国専門学校テニス選手権大会を実施

## 運営大会
- 全国専門学校テニス選手権大会